# Dům U Svatých Tří králů
Dům U Svatých Tří králů, nazývaný také Teyflův dům, je čtyřkřídlý, původně renesanční palác v Praze 1 na Starém Městě. Přední budova je v Melantrichově ulici č.p. 463/15, zadní v Michalské ulici č.p. 463/18. Od roku 1964 je dům kulturní památkou.

## Popis a historie
Původně byla na tomto místě gotická zástavba, z níž se dochovaly suterénní prostory i s klenbami. Majitelem byl koncem 16. století kupec Mikuláš Teyfl, později jeho syn Jan Teyfl z Zeilberku, kupec a bankéř, povýšený v roce 1591 do rytířského stavu. Na začátku 17. století zde byl pro tuto rodinu postaven honosný renesanční palác s arkádovým nádvořím, připisovaný vlašskému staviteli Janu Dominikovi de Barifis. V roce 1620 v něm údajně býval hostem Estery, vdovy po Janu Teyflovi, i "zimní král" Fridrich Falcký.
Kolem roku 1741, kdy byl palác majetkem Františka Daniela Payera, a pak ještě po roce 1768 došlo k některým pozdně barokním úpravám: palác byl zvýšen o třetí patro a uliční fasády byly opatřeny štukaturami, snad podle projektu Františka Ignáce Prée.
Při dalších klasicistních a novodobých úpravách byl renesanční i rokokový vzhled objektu zejména v nádvoří poškozen, ke změnám došlo i v interiérech 3. patra a bylo postaveno hlavní schodiště.
Průčelí hlavní budovy obrácené do Melantrichovy ulice je šestiosé, částečně na levé straně zakryté sousedním domem U Košíku (č.p. 464/13). V parteru se dochoval pozdně renesanční edikulový portál, rokoková fasáda je bohatě zdobená štukaturami. Průčelí zadní budovy obrácené do Michalské ulice vzniklo ve stejné době, je rovněž šestiosé a řešené obdobně jako průčelí hlavní budovy; i zde je pozdně renesanční portál, ale jednodušší. 

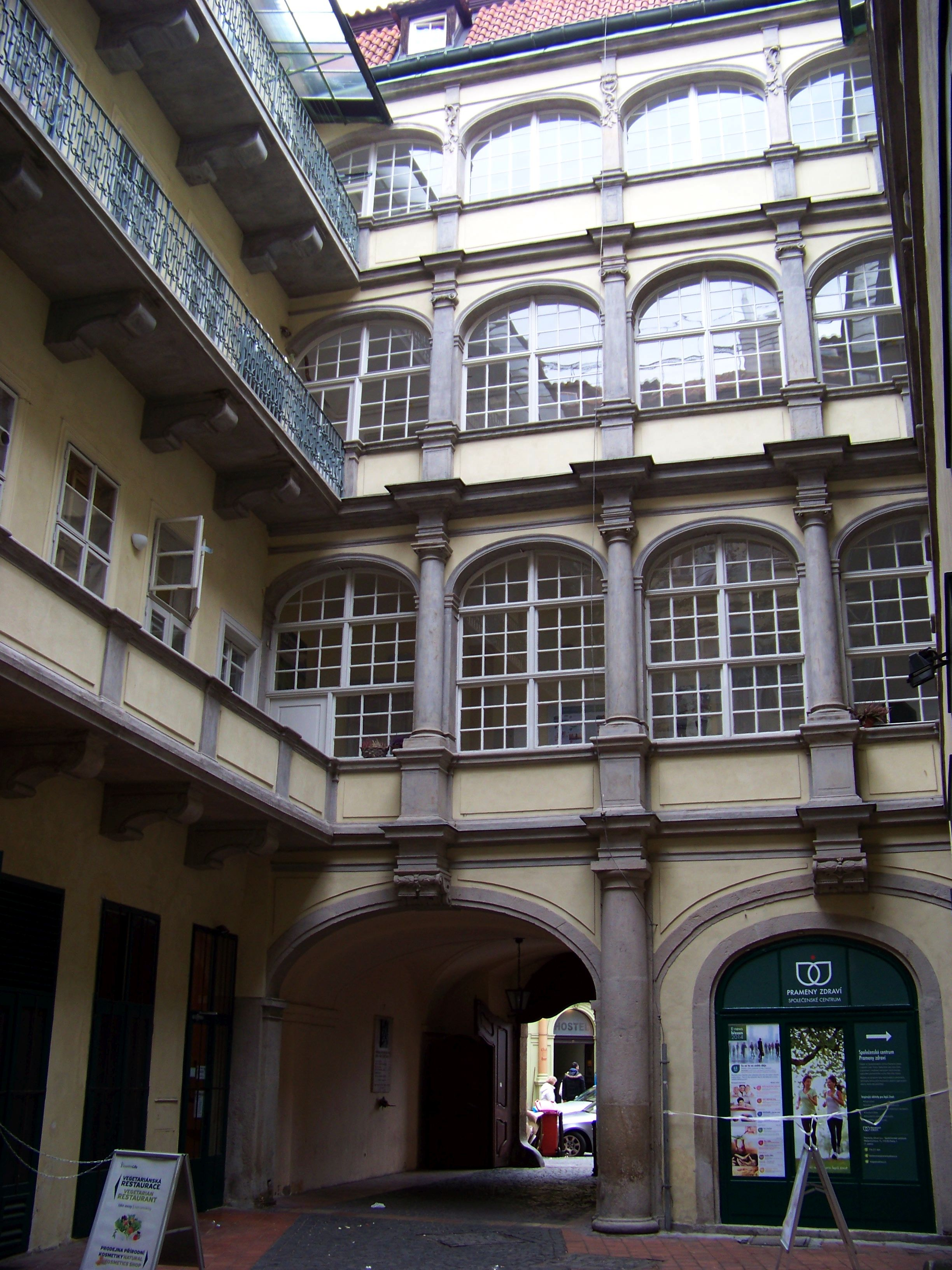
Nádvoří

Dům je průchozí, takže je přístupný i malý dvorek s dochovanými pozdně renesančními pilířovými arkádami v hlavní i zadní budově, u nichž jsou výrazné předsazené toskánské polosloupy v přízemí a v prvním poschodí. Na bočních křídlech jsou pavlače nesené konzolami, ve vyšších patrech s kovaným zábradlím.